# 福嶋麻衣子
福嶋 麻衣子（日語：ふくしま まいこ），日本東京都出生，生於1983年8月10日，是一位音樂製作人、企業家。是電波組.inc的催生製作人、也是秋葉原的萌系Live&Bar「Dear Stage」以及動畫歌曲DJ Bar「MOGRA」的管理者。別名為 Mofuku Chan（日語：もふくちゃん）。

## 人物
讀高中時，受到P-Funk的Parliament-Funkadelic樂團音樂強力影響。以「不管做什麼都被允許的好感覺」—「Groove 感」做為格言。覺得人、環境的氣氛感覺很重要，一直不擅長嚴以律已。座右銘是「破天荒」。血型是A型。

## 製作人
本身是喜歡偶像的那一邊，身為女性，對於男生寫的歌詞和戀愛歌曲很多都沒什麼共鳴，對於男生選給偶像的服裝也常感到厭煩，若這些都是固有的現狀，覺得只要能反過來打破這規則，「這就是機會！」。
偶像只是長得可愛是不會賺錢的，擁有能共鳴、可分享的故事才是最重要的。「沒有過的人也容易有同感的時代（2013年）」，抱持著人物面對過的挫折不如拿來當做武器的想法。「覺得偶像是成員們的生命。」認為如果只有一人成為明星，人氣也會一飛衝天。
關於由女性觀點來製作偶像這一點，沒有因為男性工作人員喜惡才有的偶像「媚」力，而是和其本身相符。此外，經常想做女孩看了會覺得可愛的東西，所以也將製作出會讓女性喜歡的偶像做為理想。
覺得音樂本身免費也好，最重要的是關於音樂交流的價值，福嶋說過認為「音樂商務就是要重視不斷地交流」。另外，因為「偶像經常改變其形式，任何時代都能存在」，所以想製作出很多迎合時代的偶像。
2014年，參與製作 Pixiv 的偶像育成計劃中誕生的偶像團體彩虹征服者（日語：虹のコンキスタドール），大約花了一年親手作了路線圖之類的東西，從後面倒回來的方式來製作。

## 電波組.inc 製作
身為電波組.inc的製作人，因為該團體粉絲的擴大成功而使知名度大大提升。起初剛開始親手製作偶像，是一步一步慢慢摸索、一次一次地嘗試，有和成員一起製作偶像的感覺。因為想要將秋葉原文化發散到全世界，從出道開始就是以適合外國、但具有日本意識的偶像團體為出發點。
另外，覺得一直以來都沒有以「電波歌曲」為中心的偶像，抱持著會被拒絕的覺悟向電波歌曲界活躍的人物們邀歌。後來從DearStage的員工中加入成員。回首以前有過的辛苦經驗，曾想在動漫歌曲演唱會中演出，被以「電波組唱的不是動漫歌曲」拒絕；要參加偶像演唱會演出、同場演出的偶像團體以「電波組不是偶像」拒絕，完全沒有去處。
道出「家裡蹲」、「被霸凌」等成員過去實情的話題歌曲「W.W.D」即將發表時，因為不想讓偶像做這樣的事而多少感到不安，但自TOY'S FACTORY社長以下的工作人員都反應良好，相信這結果所以最後還是發表了這首歌曲。
據成員們敘述，因為福嶋是女性所以注意到的點很多，像是要成員好好練習自拍跟拍好照片，「もふくちゃん說的話一定不會錯」而努力遵守吩附。
雖然夢眠Nemu起初並不想當偶像，福嶋要求夢眠在「Dear Stage」做偶像活動，也同時指示要她瘦10公斤。後來在歌唱測驗中成為電波組.inc的一員。雖然成瀨瑛美一開始也不想當偶像，「我覺得もふくちゃん說的、一定不會錯」所以就加入了電波組.inc。
相澤梨紗說到福嶋，「是個能說到做到的人」、「能從0做到1」。例如，福嶋曾說「想把秋葉原Dear Stage帶到法國去」，雖然過了好一陣子，後來電波組.inc還是在法國參加了Japan Expo活動的演出。
事後，福嶋回頭看電波組.inc的製作過程，說這真是個「壯大的實驗」。

## 著作

### 共同編著
- いしたにまさき、『日本の若者は不幸じゃない』（2011年1月19日、SOFTBANK Creative Corp.、ISBN 978-4-7973-6269-5）
- 東浩紀及其他作者、『日本2.0 思想地図β vol.3』（2012年7月17日、ゲンロン、ISBN 978-4-9905-2435-7）

## 演出

### 電視節目
- NEWS WEB（日本時間週一23:30 - 24:00，2014年度、NHK綜合頻道） - 從2015年起不定期於假日演出

### 廣播
- 妄想科学デパート AKIBANOISE（2013年4月3日 - 2015年3月25日〈24日深夜〉、TOKYO FM）定期演出[16]

## 註腳

## 外部連結
- 秋葉原Dear Stage （页面存档备份，存于）
  - MOGRA 秋葉原 （页面存档备份，存于）
  - 福嶋麻衣子 a.k.a もふくちゃん
- 福嶋麻衣子的X（前Twitter）
- 福嶋麻衣子的Facebook專頁
- 福嶋麻衣子的Instagram帳戶
- 喪服の裾をからげ （页面存档备份，存于）
- 福嶋麻衣子官方部落格-在秋葉原工作的泳裝社長的 Ameblo （页面存档备份，存于） - Ameba
- YouTube上的mofuku頻道